# Antonypole - Wissous Centre (métro de Paris)
Antonypole - Wissous Centre est une future station de la ligne 18 du métro de Paris, située sur le territoire de la commune d'Antony, dans le département des Hauts-de-Seine. La future station est également située à proximité de Wissous, dans le département de l'Essonne, d'où son nom.
Les trains desserviront les quais situés à 20 mètres de profondeur.

## Situation sur le réseau
La station est située entre les stations Massy Opéra et Aéroport d'Orly.
Elle desservira le sud-est d'Antony et, à distance, la commune de Wissous, à défaut d'un arrêt direct de la ligne sur le territoire de celle-ci. La station est en effet, géographiquement plus proche du centre-ville de Wissous que du centre-ville d'Antony. La mairie de Wissous a pour cela demandé à la Société du Grand Paris la mention du nom de Wissous dans le nom de la station, dans une situation proche de celle de la gare de Bagneux (située à Cachan), ce faute d'une interconnexion avec l'ancienne gare de Wissous sur la ligne C (sans arrêt).
La ville d'Antony conjugue la construction de cette station à la revitalisation de la zone proche, via la construction d'un ensemble immobilier d'environ 3 900 logements.

Gros œuvre de la station en octobre 2021
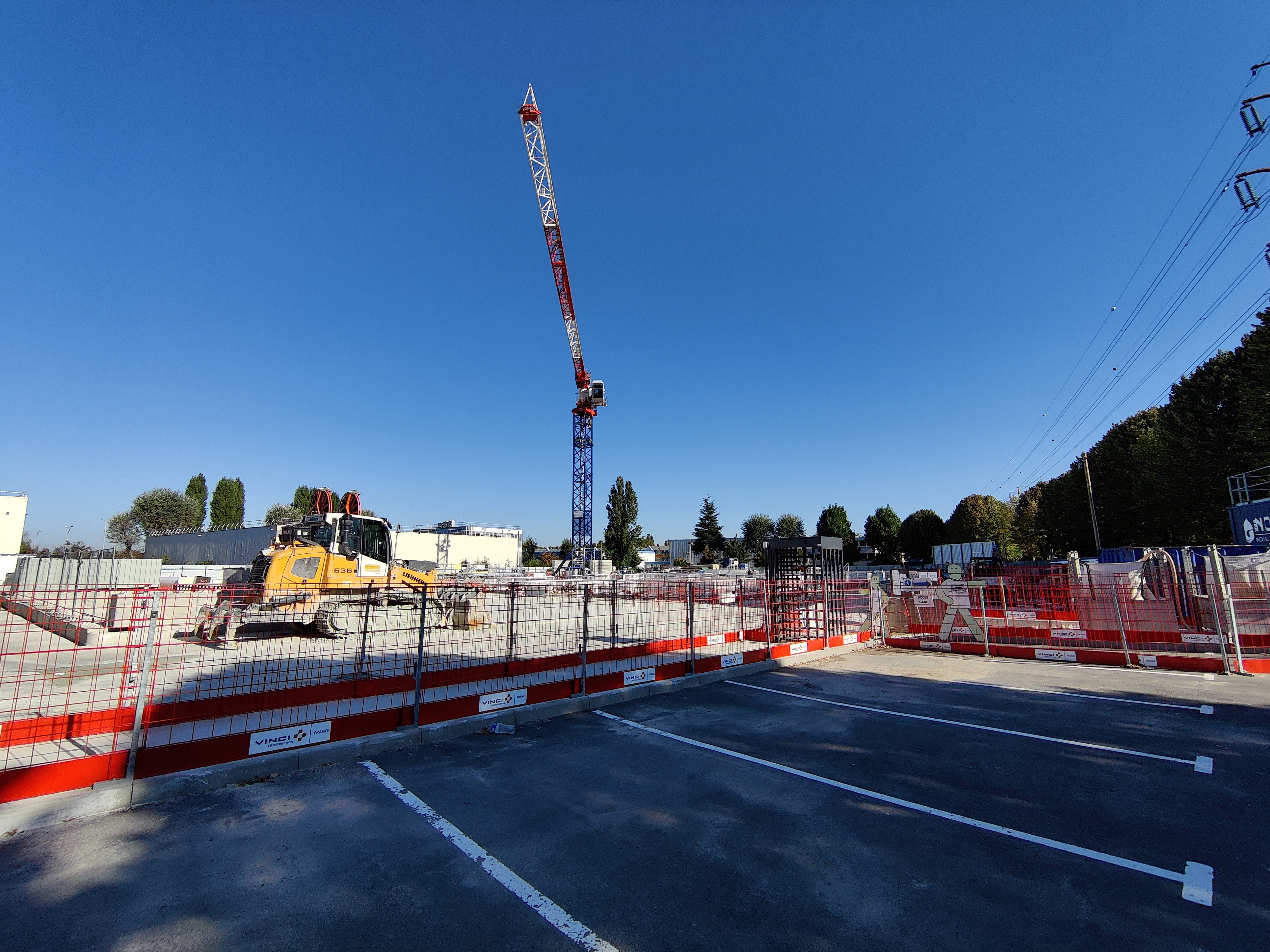
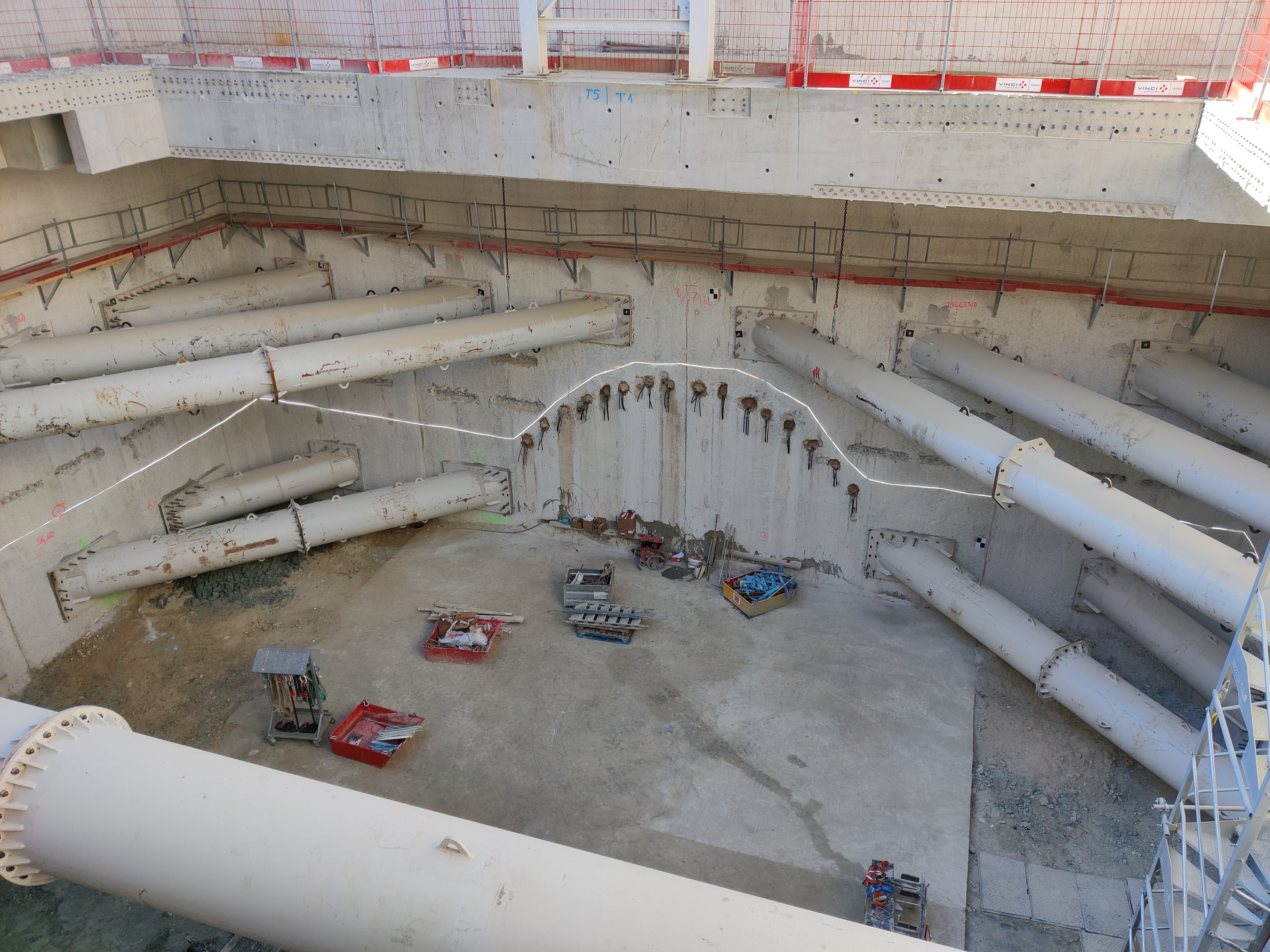
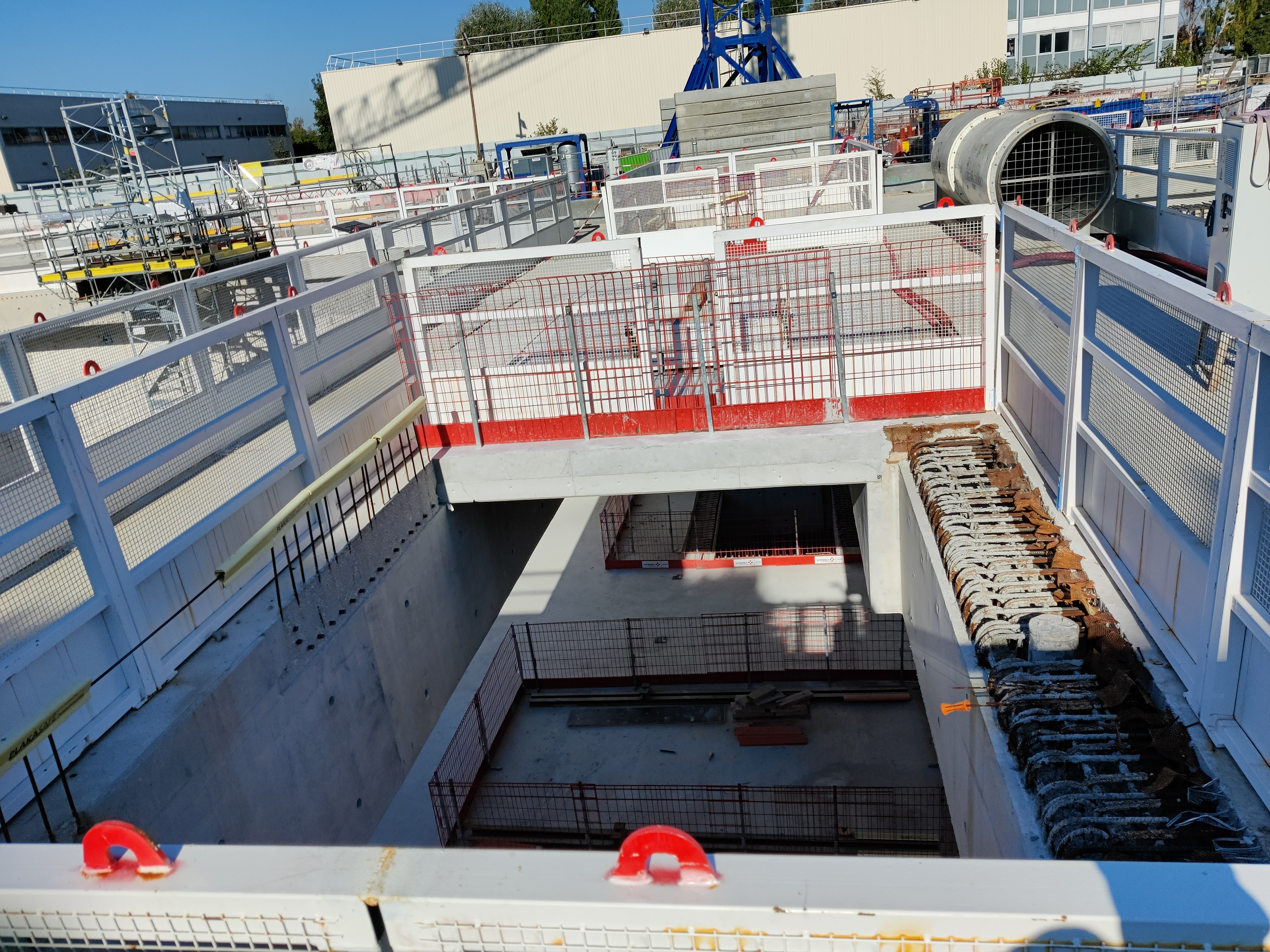
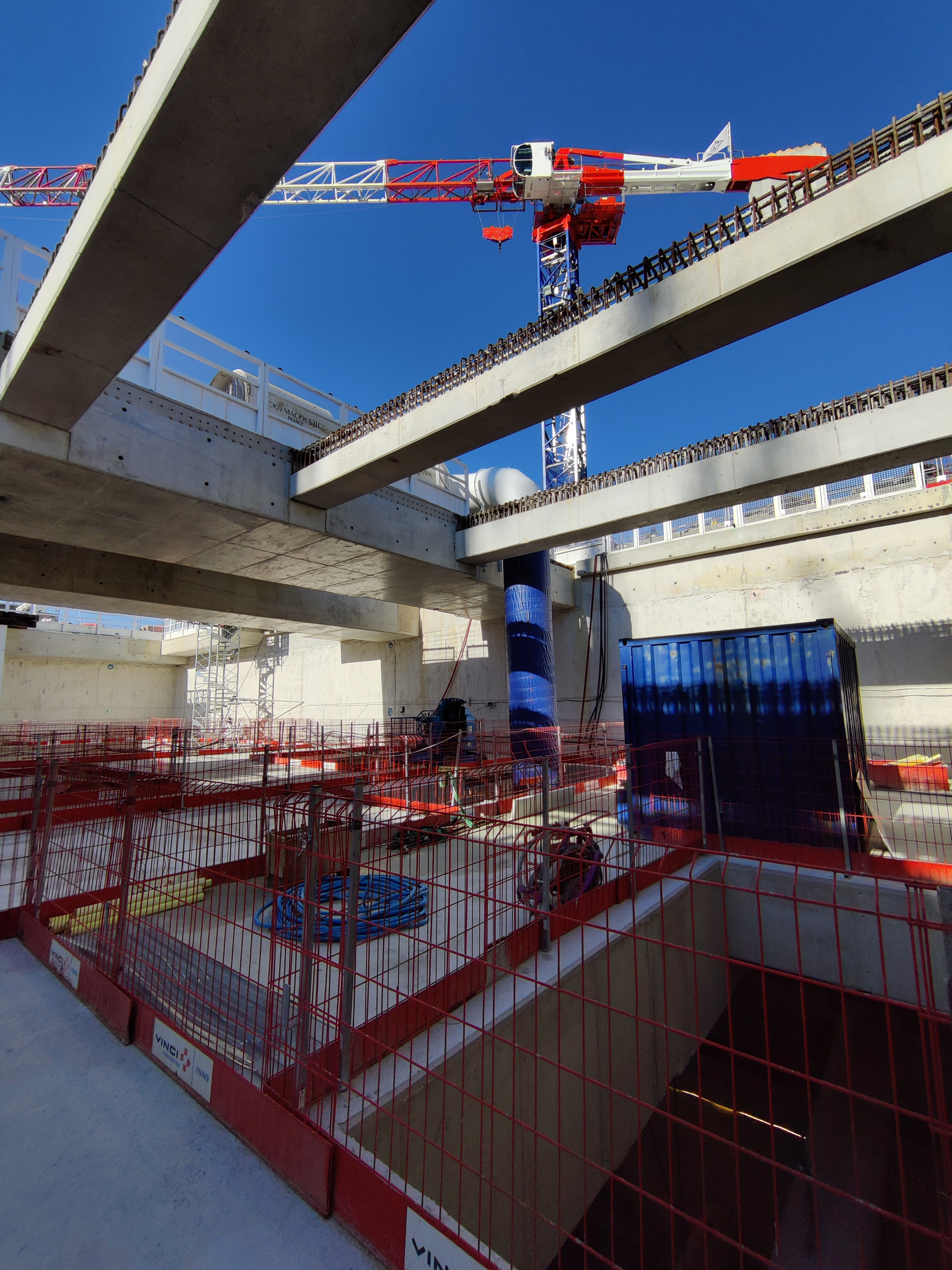

Chantier de la gare en janvier 2025
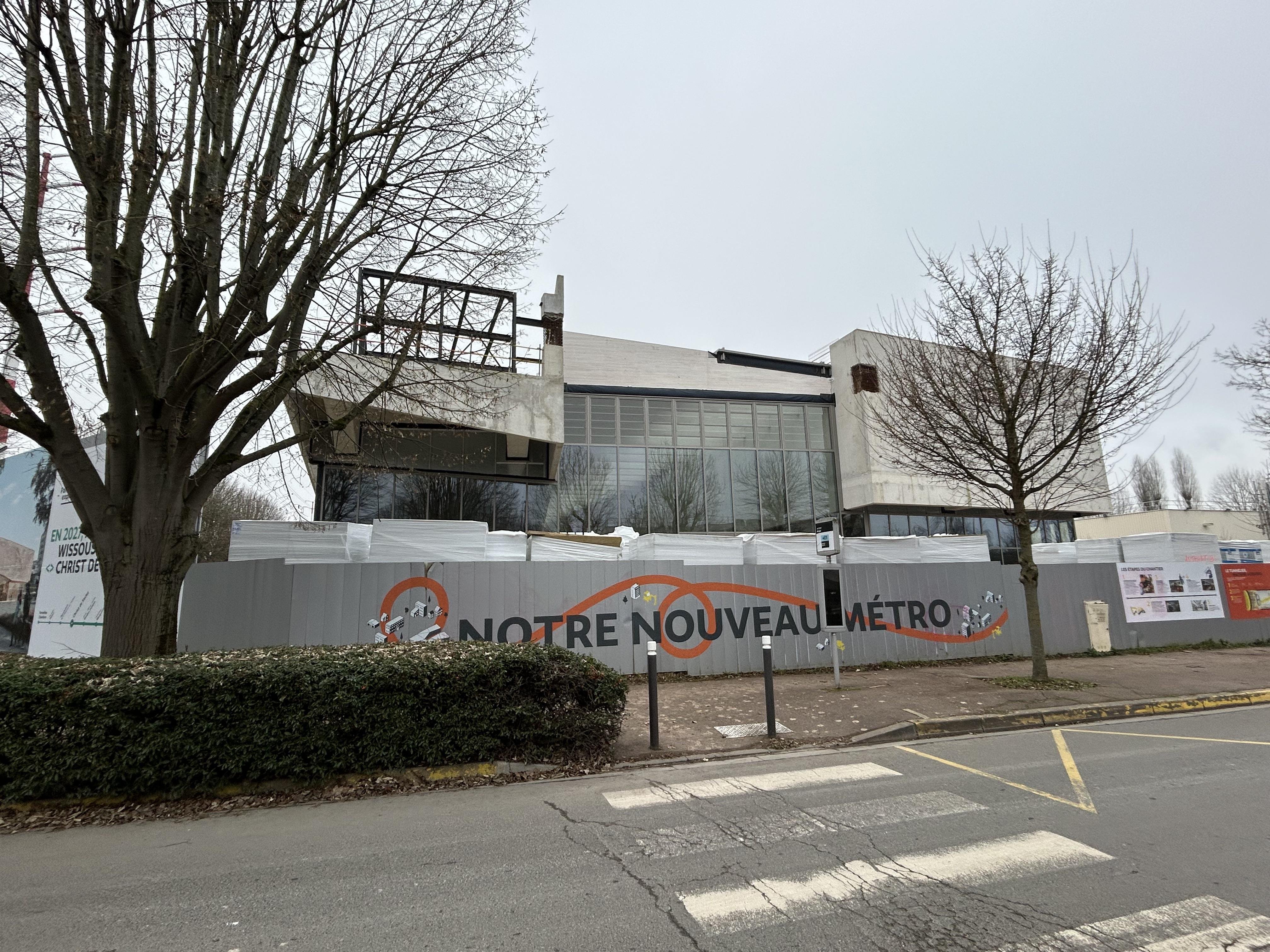
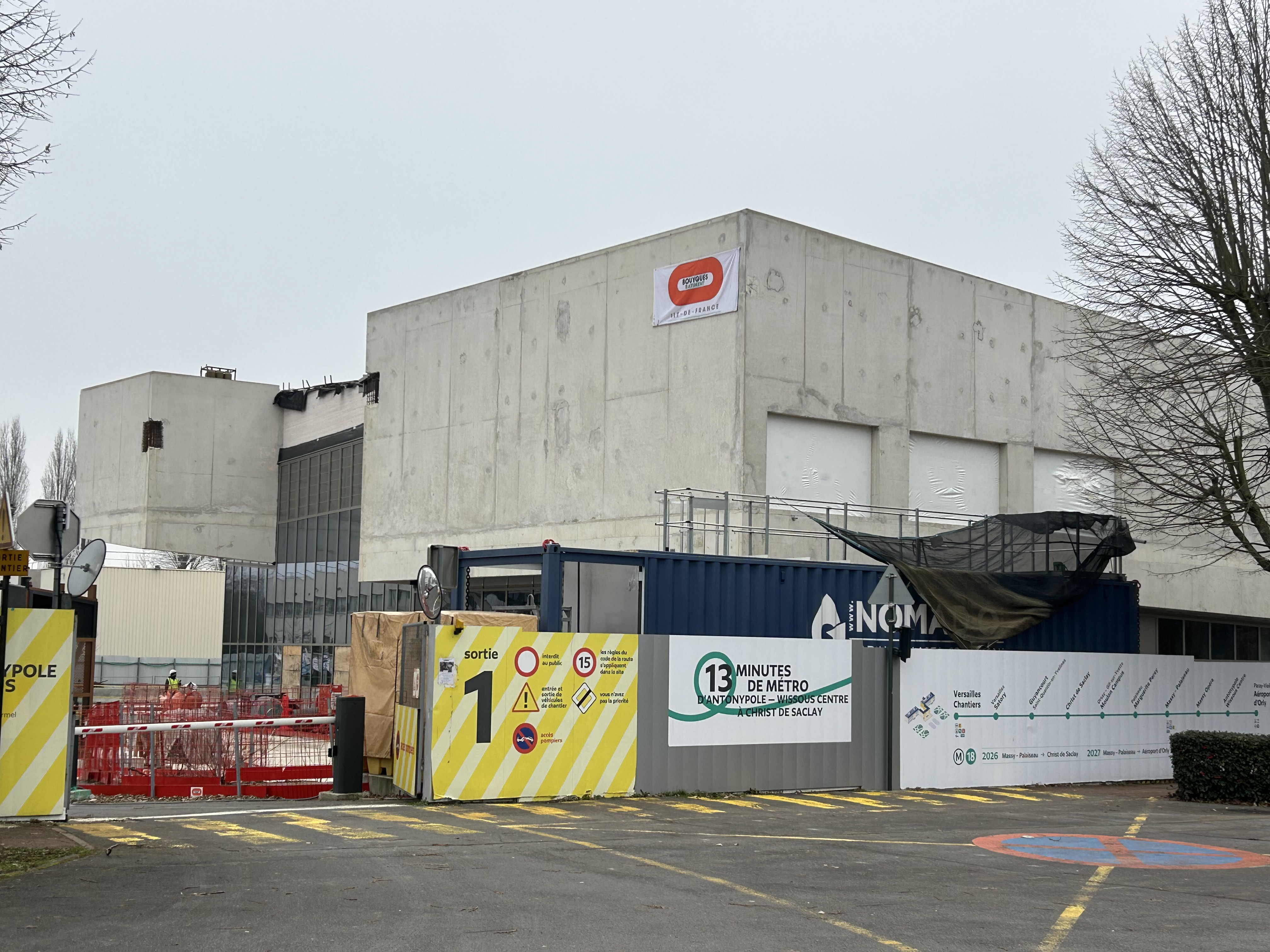
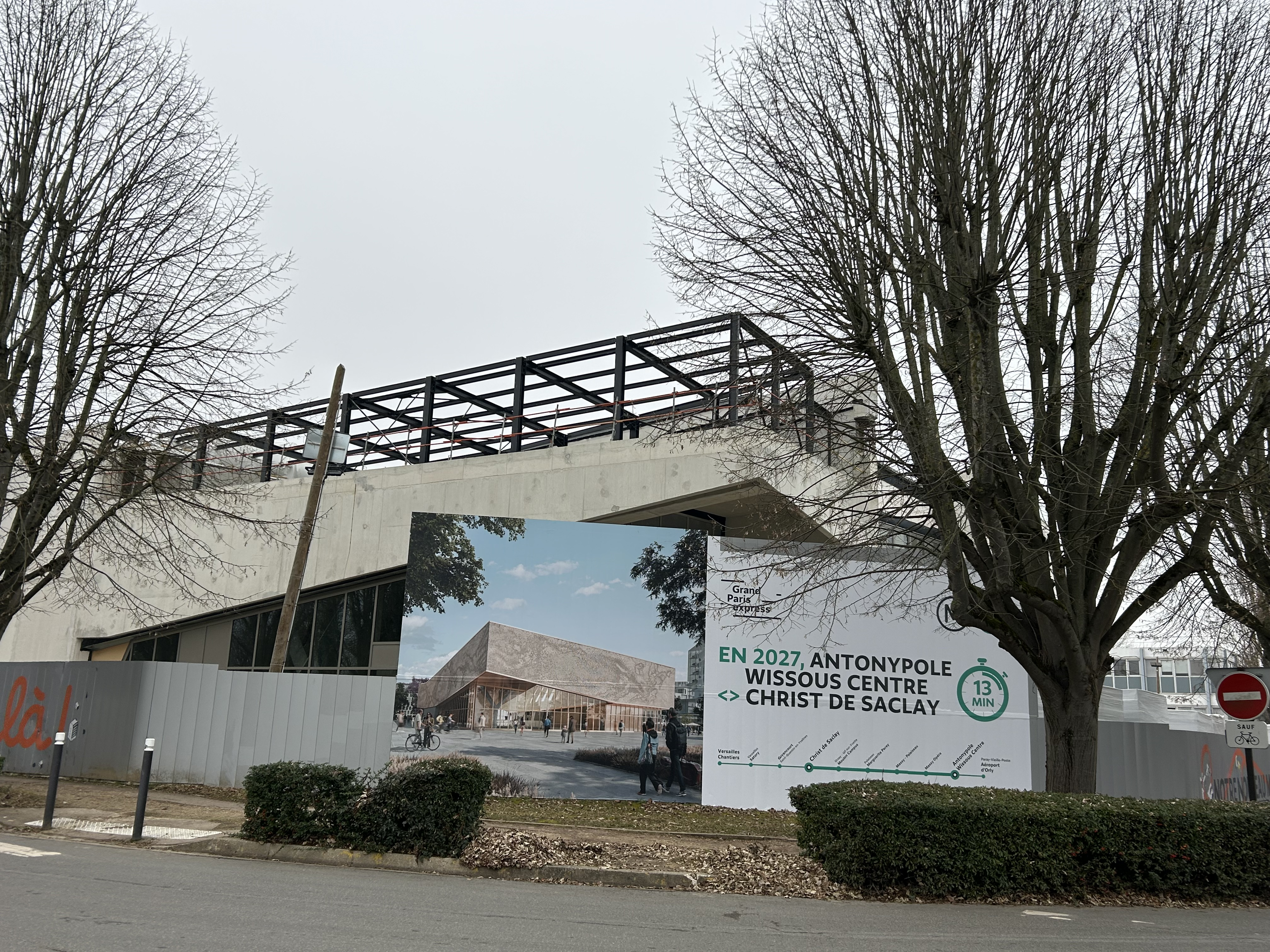
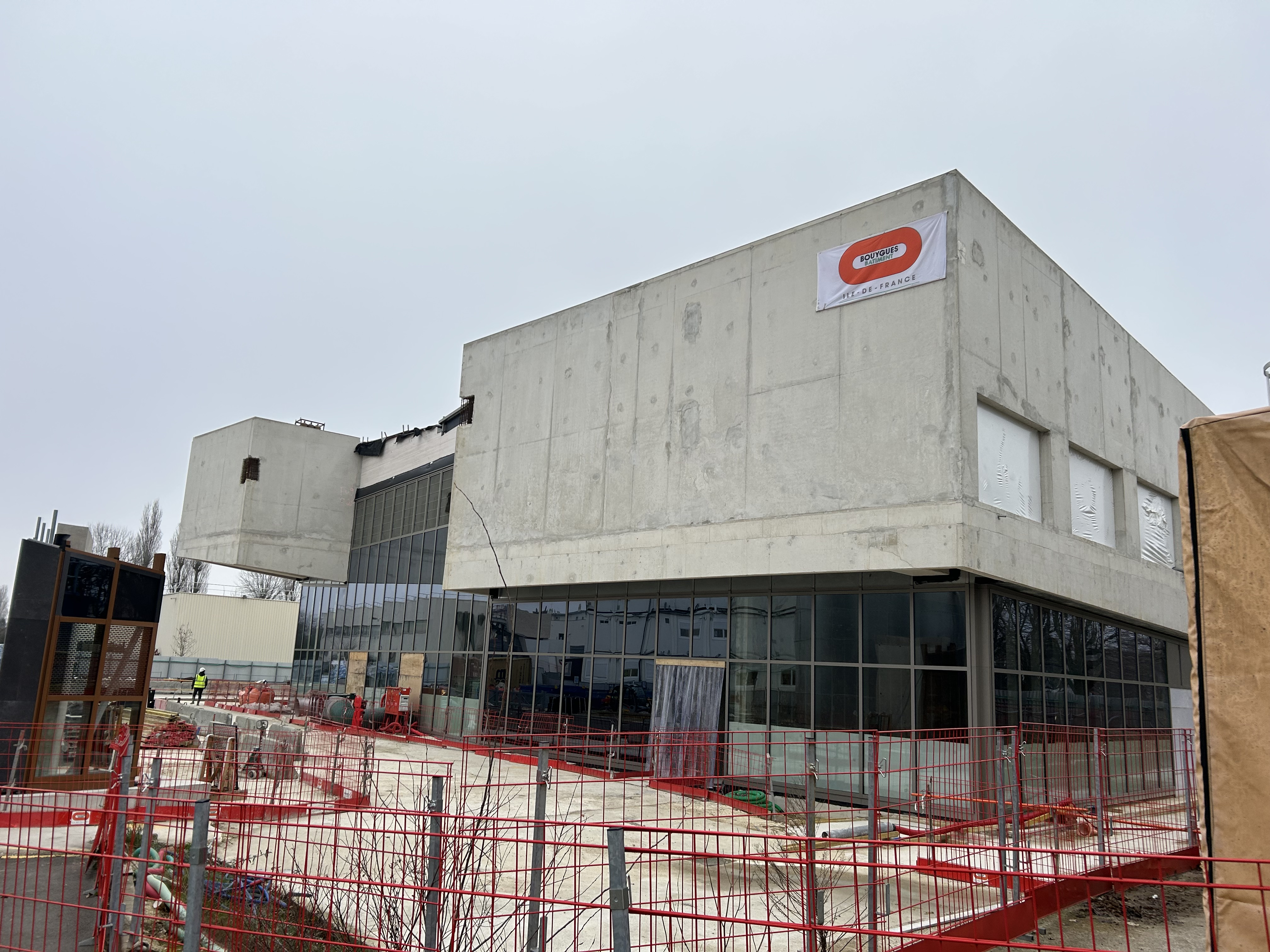

## Histoire
Les quais de la station seront à 20 mètres de profondeur pour une longueur de 60 mètres. Les travaux préparatoires commencent fin 2018. Ils se poursuivent par la construction des parois moulées. Éric Puzenat, architecte associé d’Ateliers 2/3/4/, est chargé de la conception de la station.
Elle est atteinte par le tunnelier Caroline, creusant en direction de l’aéroport d’Orly, en avril 2022.
Le réseau de créateurs Label Famille travaille autour de la station en partenariat avec la ville d’Antony.
L'artiste contemporaine d'origine canadienne Julie C. Fortier installera une œuvre dans la station en tandem avec l'architecte Éric Puzenat. Il s'agit d'une œuvre à la fois cinétique et olfactive ; la partie cinétique est un motif dynamique de volutes sur la façade en brique qui évolue au fil de la journée en fonction de la luminosité, inspirée du moucharabieh. Le volet olfactif, baptisé Per fumare : Le souffle et la lumière, est créé à partir des souvenirs des locaux, puis diffusé dans la gare.
La station portait le nom provisoire de Antonypole.

Aménagement de la station en septembre 2024
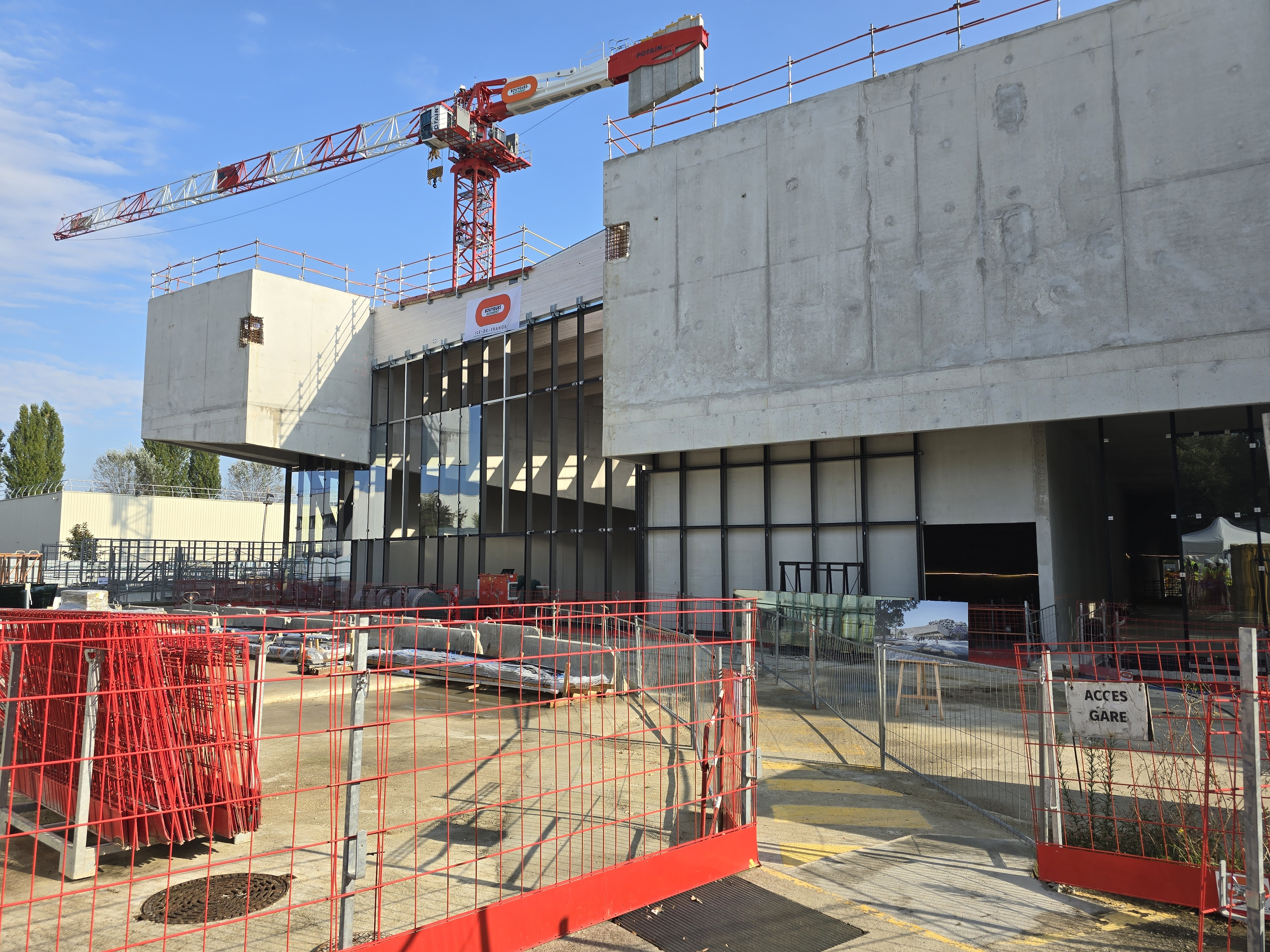
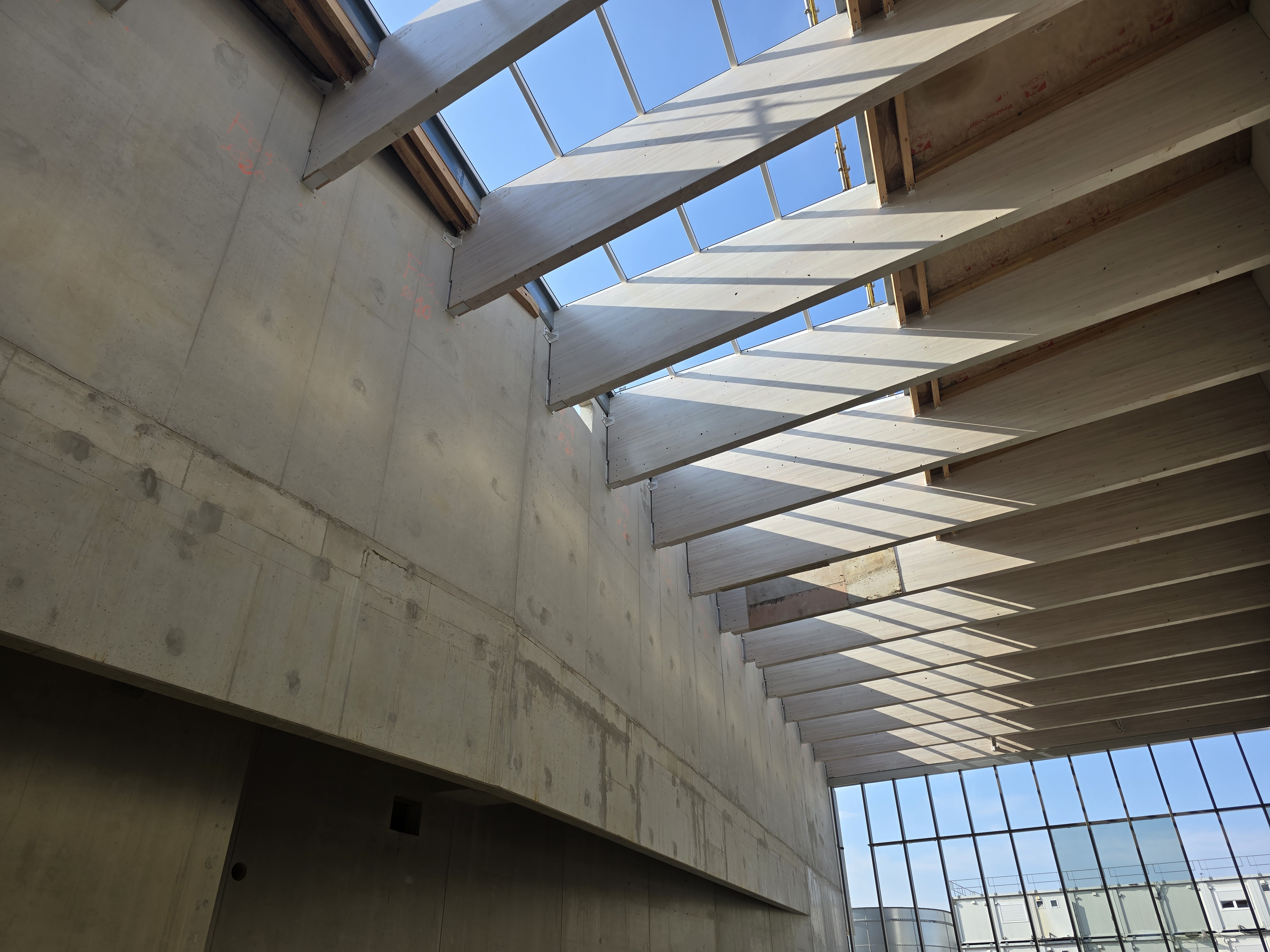
Jointure des deux bâtiments.
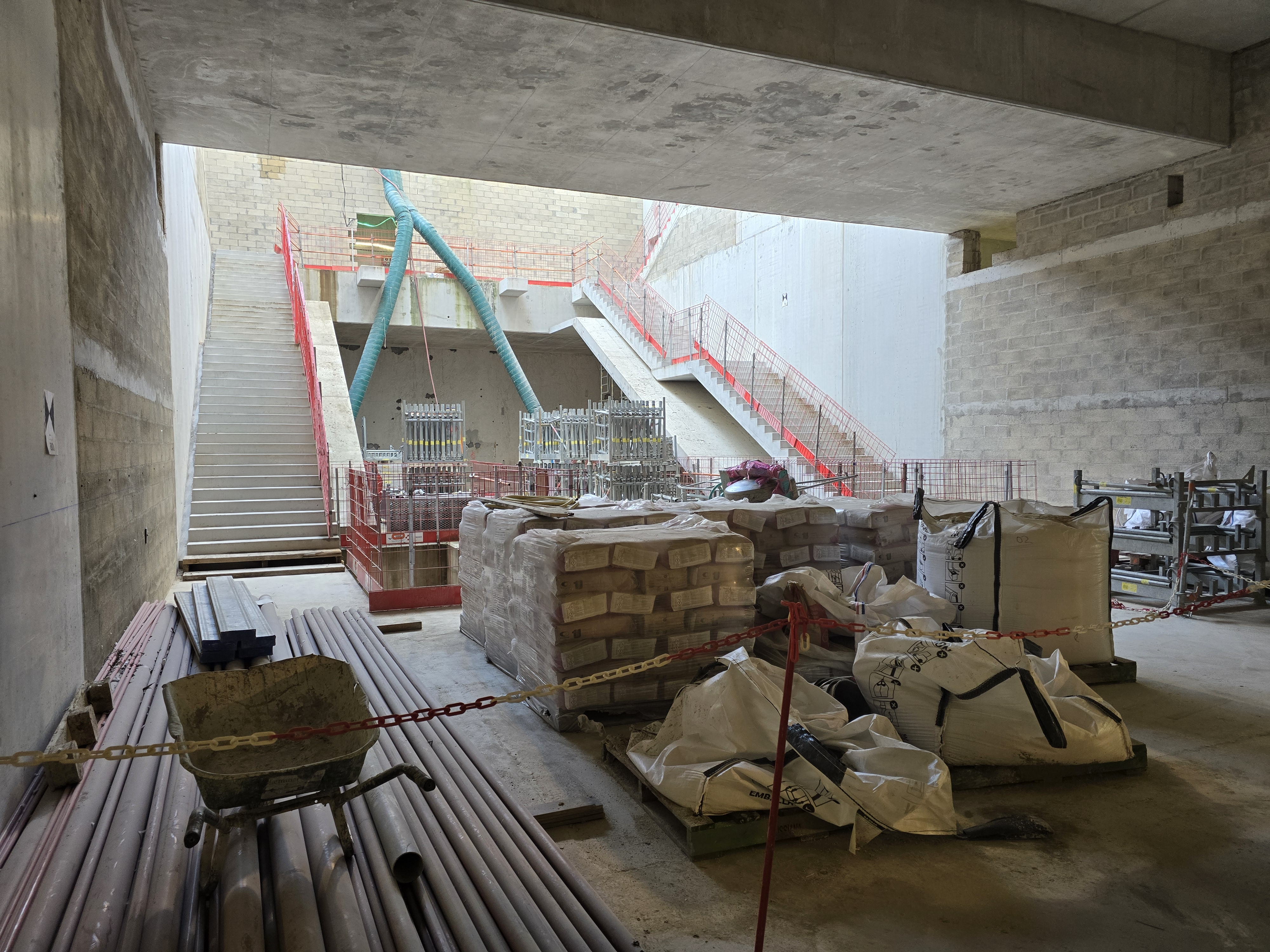
Escalier central.
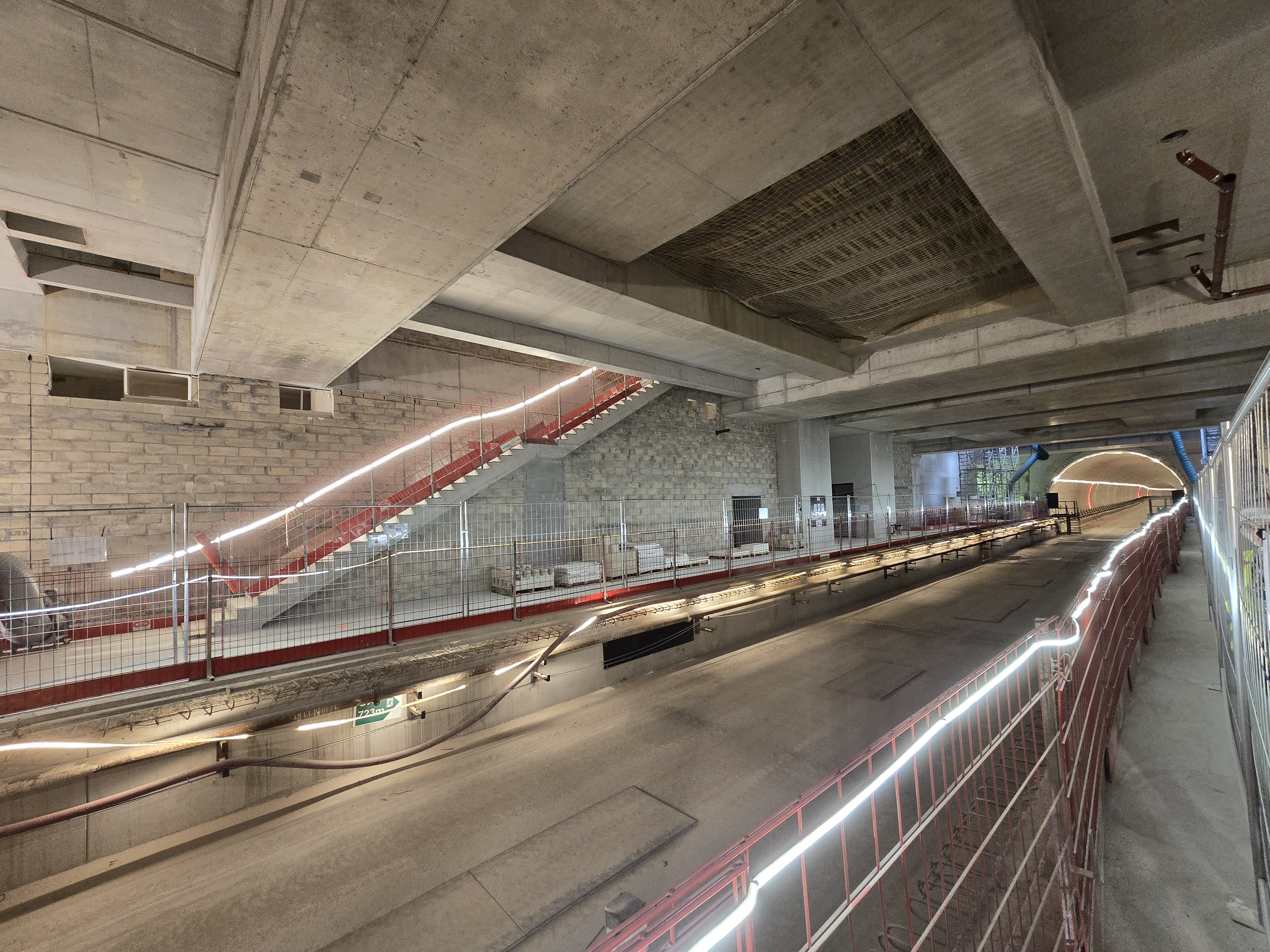
Quais et voie.
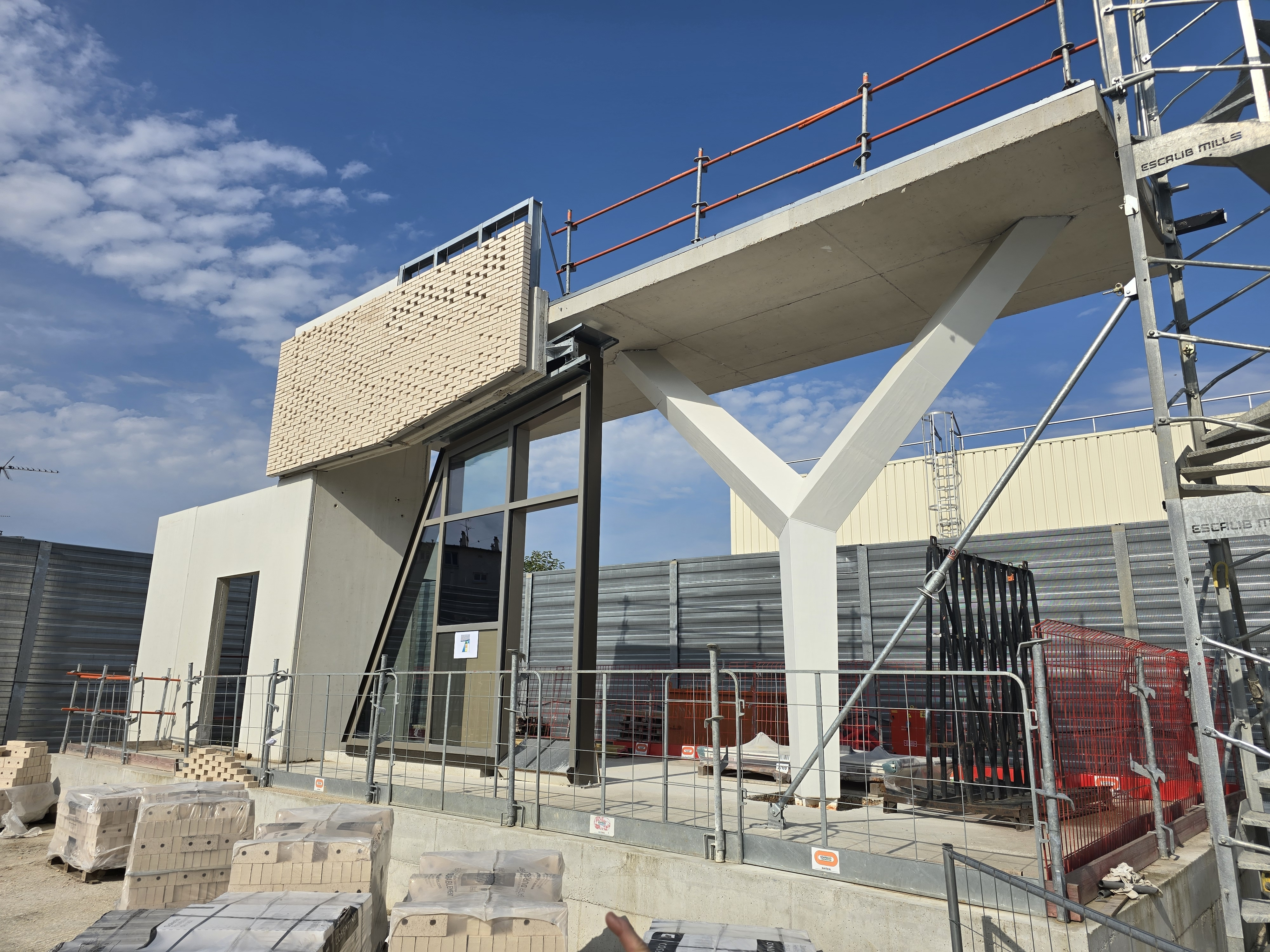
Essais des éléments principaux d'architecture.

## Services aux voyageurs

### Accès et accueil
L'accès principal depuis le bâtiment principal sera sur l'Avenue Léon Harmel. Un autre accès depuis le bâtiment principal se fera depuis un parvis actuellement en construction.
Aucune place de stationnement automobile n'est prévue pour les voyageurs, afin de laisser de la place à des emplacements de stationnement pour vélos.

## À proximité
- Centre André-Malraux : sera remplacé par un quartier d'habitation à terme ;
- Lycée professionnel Théodore-Monod.